# Francis Condon

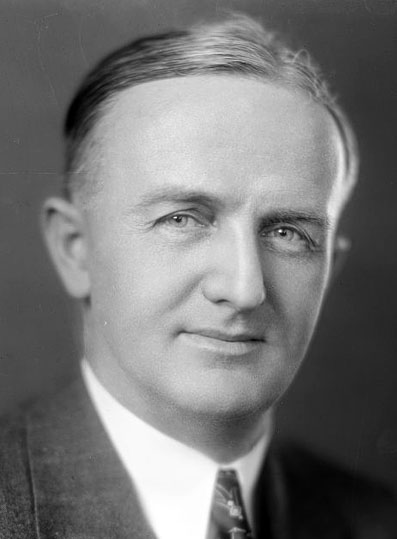
Francis Condon

Francis Bernard Condon (* 11. November 1891 in Central Falls, Rhode Island; † 23. November 1965 in Boston, Massachusetts) war ein US-amerikanischer Jurist und Politiker. Zwischen 1930 und 1933 vertrat er den dritten und von 1933 bis 1935 den ersten Wahlbezirk des Bundesstaats Rhode Island im US-Repräsentantenhaus.

## Werdegang
Francis Condon besuchte die öffentlichen Schulen seiner Heimat und studierte danach bis 1916 an der Georgetown University in Washington Jura. Nach seiner im selben Jahr erfolgten Zulassung als Rechtsanwalt begann er in Pawtucket in seinem neuen Beruf zu arbeiten. Zwischen Mai 1918 und Juni 1919 war er während der letzten Phase des Ersten Weltkrieges Soldat der US Army.
Politisch war Condon Mitglied der Demokratischen Partei. Zwischen 1921 und 1926 saß er als Abgeordneter im Repräsentantenhaus von Rhode Island. Ab 1923 war er dort Fraktionsleiter der demokratischen Abgeordneten. Von 1924 bis 1926 und nochmals zwischen 1928 und 1930 gehörte er dem Vorstand seiner Partei in Rhode Island. Im Jahr 1928 kandidierte er erfolglos für das Amt des Vizegouverneurs seines Heimatstaates. In den Jahren 1927 und 1928 war er der Leiter der Veteranenorganisation American Legion in Rhode Island.
Nach dem Rücktritt des Kongressabgeordneten Jeremiah E. O’Connell wurde Condon im dritten Distrikt von Rhode Island zu dessen Nachfolger im US-Repräsentantenhaus gewählt. Dort vertrat er zwischen dem 4. November 1930 und dem 3. März 1933 diesen Wahlkreis, der dann abgeschafft wurde. Aus diesem Grund kandidierte Condon im Jahr 1932 erfolgreich im ersten Wahlbezirk. Damit konnte er am 4. März 1933 das bis dahin vom Republikaner Clark Burdick ausgeübte Mandat übernehmen. Bei den Wahlen des Jahres 1934 wurde er in diesem Amt bestätigt.
Nachdem Francis Condon zum beisitzenden Richter am Rhode Island Supreme Court ernannt worden war, legte er am 10. Januar 1935, eine Woche nach Beginn der neuen Legislaturperiode, sein Mandat im Kongress nieder. Nach der fälligen Nachwahl fiel sein Sitz an den Republikaner Charles Risk. Condon blieb bis zum 7. Januar 1958 als beisitzender Richter am obersten Gericht von Rhode Island. Dann wurde er zu dessen Vorsitzendem Richter (Chief Justice) ernannt. Dieses Amt bekleidete er bis zu seinem Tod im November 1965.